# 一国兼光
一国兼光（いっこくかねみつ）は、南北朝時代に作られたとされる日本刀（太刀）。日本の重要文化財に指定されている。高知県高知市にある高知県立高知城歴史博物館が収蔵する。

## 概要

### 刀工・長船兼光について
本作は南北朝時代にあたる1355年（文和4年）に備前長船派の刀工である兼光（景光の子、延文兼光）によって作られた太刀である。正式な銘は国指定文化財等データベースの表記とは違い「(表)備前国長船兼光 (裏)文和二二年乙
未十二月日」であり、年紀の「文和四年」が「文和二二年」と切られているが、これは四の字を漢数字の四を読みから忌み数として避けたものだと推測されている。なお、昭和時代を代表する刀剣学者である佐藤寒山は、本作について延文年間の作風にありがちなやや粗末な作りが些かも無く地刃ともによく、地金はきれいで刃も匂口が明るく強く冴えていることから、「同作中の傑出した一本であることは誰しも認めるところであろう。」と評している。

### 名前の由来
一国兼光の名前の由来は、定かではないものの山内家は土佐一国を有する国持大名であったが、その土佐一国にも代えがたい太刀であることから名付けられたものとされている。それを示す逸話として、土佐藩二代藩主山内忠義の治世に、兼光の名刀があると聞いた紀州藩主徳川頼宣は、仲介役に藤堂高虎をいれて本作を所望したが忠義は本作を差し出すのを断った。高虎が「将軍家に望まれたらどうするのか」と質問したところ、忠義が「土佐一国と引き換えても差し上げられない」と拒んだという話が遺されている。ただし、実際には1636年（寛永13年）に徳川三代将軍家光から、忠義が帰国の挨拶をした際に本作が下賜されたものだという記録が幕府側、山内家側でも残っている。

### 近代以降の伝来
以降も山内家伝来の刀剣の中でも最も重宝として伝えれていたものであり、1931年（昭和6年）に国宝保存法が施行された際には第一回に指定された刀剣の一つとして旧国宝に指定される。1950年（昭和25年）には文化財保護法に基づく重要文化財に指定される。
1995年（平成7年）に、本作は山内豊秋から高知県へ寄贈され、土佐山内家宝物資料館所蔵となる。2016年（平成28年）の土佐山内家宝物資料館閉館に伴い、翌年開館の高知県立高知城歴史博物館に引き継がれて現在に至る。なお、高知県立高知城歴史博物館が所蔵している刀の特徴をキャラクター化した五振りの中に、一国兼光を元にした「イッコク」という刀の精がいる。

## 本体説明

### 姿総観（刀身）
全長97.8センチメートル（刃長：75.5センチメートル＋茎長：22.3センチメートル）、元幅2.9センチメートル・先幅2.0センチメートルと身幅はやや広く、反りは2.1センチメートルとやや高い。造込（刀剣の形状）は鎬造りで、棟（刀身の背の部分、峰や背とも）の形状は三角形のように尖っている庵棟。表裏に棒樋を掻き通し、腰元に細い腰樋が彫られている。切っ先は中鋒。『週刊日本刀15巻』によると、昭和4年（1929年）の日本名宝展覧会の目録では「初代兼光最上の大業物」として紹介されている。
解説：全長97.8センチメートル（刃長75.5センチメートル＋茎長22.3センチメートル）、根本近くの元幅は2.9センチメートル・切っ先の境目の線で測った先幅は2.0センチメートルと身幅はやや広めで、反りは2.1ｃｍとやや高め。刀剣の形状は日本刀の典型的姿である鎬造り、刀身の背の部分は三角形のように尖っている。刀身に沿って彫られた一本の溝（棒樋）を表裏両面で茎の底まで彫り抜き、腰付近から刀身の中央付近まで細い溝も添えられている。切っ先の大きさは一般的なもの。「兼光最上の大業物」という評価もある名刀である。

### 地鉄・刃文
地鉄は小板目肌よくつみ、地沸細かにつき、青く澄んだ鉄色に備前物らしい乱れ映りが淡く立っている。
刃文の焼出しは直焼出し、小沸出来の刃文の基調は小湾れに小丁子や小互の目交じり、小足入る。匂い口しまりごごろに小沸つき、匂い口冴える。
力強く印象的な帽子（切先部分の刃文）は湾れ刃が大きく乱れこんで、尖りごころに返る。
解説：地鉄（刀身の焼きの入っていないグレーの部分に現れる模様）は木材の板目のように見える細かく詰んだ模様（小板目）で、銀箔の粉を蒔いたかのようにキラキラ光り、青く澄んだ鉄色に備前刀の特徴である形が定まらない白い影が淡く見える。
刃文と地鉄の境目にある粒子は目で捉えられる大きさである沸（にえ）が目立っている。刃文の始まり方は直刃だが、基調はゆるやかな曲線を描く湾れであり、小さめの丁子や互の目など山型の刃文が混在していて、刃縁から粒子が短い線のようになって垂直に刃先へ向かっている。刃縁の霞のような小ささの粒子（匂い）が狭く凝縮された中に小さめの目で捉えられる大きさの粒子（沸）があり、刃縁の状態は明るく冴えて美しい。
力強く印象的な切先部分の刃文は、ゆるやかな曲線が横手筋を越えると大きく乱れ、尖り気味のカーブを描いて棟側へ向かっていく。

### 茎
目釘穴は二。鑢目は勝手下りで、銘の真下まで磨り上げられているが、茎尻は切ではなく栗尻である。銘は表に「備前国長船兼光」、裏に「文和二二年乙
未十二月日」とある。
解説：目釘穴は二つ。柄から茎が脱落しないように施されたやすりはやや右下がりにかけられている。表に「備前国長船兼光」、裏に「文和二二年乙
未十二月日」と銘が刻まれ、その文字ギリギリまで茎が削り落とされている。刀の長さを短くした場合は底が横一文字に切られた形となっていることが多いものの、この刀の底は一般的な茎のように栗のように丸みを帯びている。

### 拵
太刀として作られたものの、現在ある拵えは「黒塗打刀拵」と打刀用の拵えである。